# Pherocera nigripes
Pherocera nigripes är en tvåvingeart som beskrevs av Cole 1923. Pherocera nigripes ingår i släktet Pherocera och familjen stilettflugor.
Artens utbredningsområde är Sonora (Mexiko). Inga underarter finns listade i Catalogue of Life.